# Morawcy

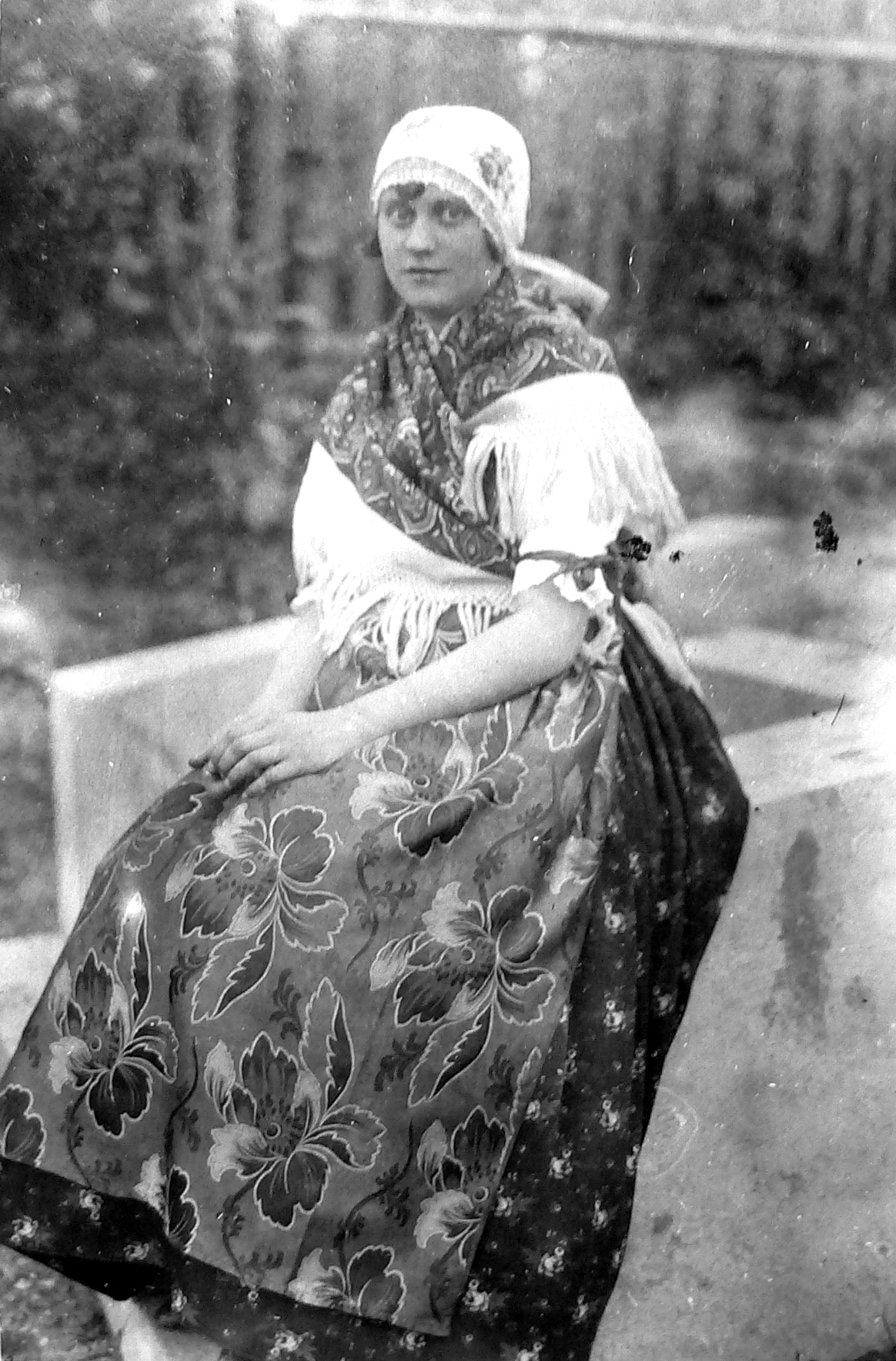
Kobieta w stroju hulczyńskim (lata 30. XX wieku)

Morawcy (Morawce, Morowianie, cz. Moravci, niem. Morawzen lub Mährer) – zanikająca śląska grupa etnograficzna zamieszkująca okolice Owsiszcz i Kietrza. Grupa ta uważała siebie za Morawian lub Niemców, a obecnie za Polaków, Niemców lub Ślązaków.

## Historia
Na odrębną tożsamość obszaru zamieszkałego przez Morawców największy wpływ miała historyczna przynależność do diecezji ołomunieckiej, pomimo że politycznie przynależał do Śląska przynajmniej od ostatniej ćwierci XV wieku. Obszar wokół Kietrza stanowił również jedną z tzw. morawskich enklaw na Śląsku, na których panowało prawo morawskie. Po wojnach śląskich utworzono dla organizacji ołomunieckich parafii oddzielonych od Ołomuńca nową granicą prusko-austriacką tzw. dystrykt kietrzański. To właśnie to wydarzenie dało początek kształtowania się tej grupy etnicznej rozumianej jako morawskich mieszkańców Śląska pruskiego jak i przyczynę braku rozbudzenia czeskiej tożsamości narodowej, jaka odbyła się w Monarchii Habsburgów w XIX wieku. W XVII i XVIII wieku niemiecka granica językowa przesunęła się na wschód, zanim jeszcze w 1871 jedynym językiem urzędowym stał się język niemiecki. Z językowego punktu widzenia Morawcy posługiwali się tzw. gwarami laskimi, w niektórych miejscowościach również polskim dialektem śląskim, a w zachodniej części językiem niemieckim, co nie wykluczało samookreślenia się jako Morawcy. Według zachowanych danych ze spisu ludności z 1910 na terenie obecnych polskich Moraw mieszkańcy posługujący się językiem czeskim stanowili większość w pięciu miejscowościach w powiatu raciborskiego (Bolesław (92%), Borucin (97%), Krzanowice (97%), Pietraszyn (96%), Pietrowice Wielkie (61%)) oraz 11 gminach powiatu głubczyckiego (Chróścielów (74%), Dzierżkowice (81%), Gródczany (77%), Jakubowice (77%), Kałduny (71%), Nasiedle (60%), Niekazanice (67%), Ściborzyce Wielkie (91%), Turków (74%), Uciechowice (88%), Wiechowice (50%), Wódka (65%)), a dodatkowo znaczącą mniejszość w miejscowościach takich jak: Boboluszki (48%), Dzielów (34%), Lubotyń (36%), Branice (18%), Ludmierzyce (12%), Jaroniów (11%). Językiem polskim posługiwano się głównie w miejscowościach: Dziećmarów (75%), Jabłonka (inaczej Klemsztyn, 90%), Jaroniów (64%), Raków (80%), Sułków (75%), Tłustomosty (80%), Dzielów (46%). Szczegółowe dane takich wsi jak Owsiszcze, Samborowice czy Baborów nie zachowały się, jednak również były morawskie a Baborów z Jaroniowem był wyspą językową.
W połowie XIX wieku Morawcy zamieszkiwali też okolice Prudnika. Topograficzny opis Górnego Śląska z 1865 roku odnotowuje dane statystyczne z roku 1861: "(...)vom Jahre 1861 hat der Kreis Neustadt O/S 80,101 Einwohner, worunter 6304 evangelische, 73,073 katolische, 723 judische und 1 Dissident, von denen sich 47,764 der polnischen, 32,316 der deutschen, 15 der mahrischen und 6 bohmischen Sprache bedeinen" czyli w tłumaczeniu na język polski "w 1861 roku powiat prudnicki zawierał 80.101 mieszkańców z czego 6304 było wyznania ewangelickiego, 73.073 katolickiego, 723 żydowskiego oraz 1 dysydent, z których 47.764 było polskojęzycznymi, 32.316 niemieckojęzycznymi, 15 mowy morawskiej i 6 czeskiej."
Po I wojnie światowej do Czechosłowacji przyłączono zamieszkały przez Morawców tzw. kraik hulczyński, w większości czeskojęzyczną południową część powiatu raciborskiego z dwiema miejscowościami niemieckimi, równocześnie zostawiając wymienione wyżej morawskie miejscowości w Niemczech. Wobec hulczyńskich Morawców upowszechniło się w języku czeskim określenie Prajzové/Prajzáci (dosłownie Prusacy).
Po drugiej wojnie światowej Morawców uznano za ludność polską i pozwolono im pozostać. J. Marczak na podstawie danych z archiwów warszawskich MSW twierdzi, że w latach 50. XX w. było 20 tys. osób podających się za Morawian (Morawców). Po 1956 nastąpiła fala emigracji do Niemiec, szczególnie z miejscowości na południowy zachód od Kietrza, gdzie do dziś pozostały jedynie pojedyncze rodziny. Kultura morawska zachowała się najlepiej w gminie Krzanowice. Z racji wielkości i względnego zachowania lokalnych tradycji, można by uznać same Krzanowice za stolicę polskich Moraw. W latach 2011 do 2012 Miejski Ośrodek Kultury w Krzanowicach organizował projekt Dwa narody, jedna kultura morawska, z festiwalem piosenki polsko-morawskiej czy wydaniem publikacji „Jako rzadziły i o czym pyrwe śpiwały nasze Omy”. Cyklicznie odbywa się tu Międzynarodowy Konkurs Gwary Laskiej „Morawske rzadzyni selske hospodyni”. Szacunkowo z analizy deklaracji narodowościowych (niemieckich i śląskich) jak i zachowań wyborczych liczbę Morawców w dzisiejszej Polsce można szacować na od 4,5 tysiąca do 10,5 tysiąca.

## Znani Morawcy
- Cyprián Lelek (1812–1883), ksiądz
- Johann Janda (1827–1875), rzeźbiarz
- Jan Bochenek (1831–1909), malarz religijny i portrecista
- Jan Vyhlídal (1861–1937), ksiądz katolicki
- Josef Martin Nathan (1867–1947), biskup rzymskokatolicki
- Josef Hlubek (1871–1951), ksiądz katolicki i redaktor czeskiej gazety Katolické noviny w Raciborzu
- Feliks Steuer (1889–1950), dialektolog
- Alois Hadamczik (1952), trener hokejowy i przedsiębiorca
- Monika Žídková (1977), modelka